# Mouvement Dveri
Le Mouvement « Dveri » (en serbe en écriture cyrillique : Покрет Двери ; en serbe latin : Pokret Dveri, signifiant littéralement « mouvement Portes ») est une association de citoyens et un parti politique serbe fondé en 1999 et qui a son siège à Belgrade. Son président, qui est également le fondateur du mouvement, est Boško Obradović.
Sur le plan politique, le mouvement se rattache aux courants du nationalisme serbe, de l'euroscepticisme et de la droite chrétienne ; il est associé à la revue Dveri srpske, « les Portes serbes », qui a été créée à la faculté de philologie de l'université de Belgrade, et il participe à des actions sociales et humanitaires. Il est actif en Serbie, en république serbe de Bosnie et au Monténégro. Depuis 2011, sa branche politique est connue sous le nom de Pokret za život Srbije, le « Mouvement pour la vie de la Serbie ».

## Fondation
Le Conseil serbe « Dveri » est au départ une organisation née de la revue Dveri srpske, fondée le jour de la Saint Sava (Savindan) en 1999 pour donner un moyen d'expression aux étudiants en serbistique de la faculté de philologie de Belgrade.
L'organisation promeut une idéologie nationaliste serbe prononcée. Sur la base de l'évaluation de la partialité et de l'absence de condamnation des crimes commis par une autre ethnie, Dveri s'est opposé à une résolution adoptée par le parlement serbe en mars 2010 qui condamnait le massacre de Srebrenica commis par l'armée serbe de Bosnie dans l'est de la Bosnie en 1995, Dveri s'est également farouchement opposé à la proclamation unilatérale de l'indépendance du Kosovo. Il est également connu pour son opposition aux droits des homosexuels.
Avant de devenir officiellement un parti politique en juin 2015, Dveri était alors un mouvement sans chef, dont l'organe principal était le conseil d'administration, composé de membres éminents comme Boško Obradović, Branimir Nešić, Vladan Glišić et Danilo Tvrdišić.

## Activités
En 2009, Dveri exprime son intention d'organiser le 12 septembre à Belgrade une Marche des familles (en serbe : Porodična šetnja), en réponse à l'annonce de l'organisation d'une Marche des fiertés (Gay pride). Le 24 mars 2009, le parti organise une cérémonie commémorative au Sava centar, dédiée aux victimes des bombardements de la Serbie par l'OTAN en 1999.
En 2010, Dveri, s'appuyant sur la « Loi sur le libre accès aux informations d'intérêt public », demande à la Haute cour et à la Basse cour de justice des informations sur le nombre de détenus dans les prisons gérées par le ministère de l'Intérieur de la république de Serbie. Le 9 octobre 2010, le mouvement organise une nouvelle Marche des familles, la veille de la Gay pride.
Le 12 mai 2011, Dveri organise une table ronde à la faculté de génie mécanique, sur le thème Projet Serbie, où il est question du développement et du rayonnement de la culture pop chez les jeunes gens de Serbie. Plusieurs membres du groupe Beogradski sindikat, Aleksandar Protić, Feđa Dimović et Boško Ćirković (Škabo), y prennent la parole. Le mouvement organise d'autres rencontres sur l'agriculture, l'économie et les affaires étrangères.

## Engagement politique
Lors d'une conférence de presse tenue le 10 février 2011, le Conseil serbe « Dveri » annonce son projet d'entrer en politique et de participer aux élections de 2012,. Il doit aller aux élections sous le nom de Pokret za život Srbije (« Mouvement pour la vie de la Serbie ») et compte s'allier à d'autres mouvements patriotiques du pays.
Dveri compte d'abord sur une implantation locale et ouvre des bureaux, appelés chancelleries (kancelarije) ; sur le territoire de la ville de Belgrade, il est représenté dans les municipalités de Stari grad, Zemun, Rakovica, Čukarica, Voždovac, Zvezdara, Palilula, Savski venac, Novi Beograd, Vračar, Obrenovac, Grocka, Mladenovac, Lazarevac, Barajevo et Surčin ; dans le reste de la Serbie, il est représenté dans 66 villes ou municipalités.

### Programme
Le programme électoral du parti, qui porte le nom de Novi narodni dogovor (« Nouvel accord national ») se compose de dix objectifs : la défense de la famille, la solidarité et le patriotisme social, l'économie nationale, le développement réel et durable de la Serbie, la défense d'une Serbie et d'un peuple libres, un contre-système pour lutter contre le parasitage des partis politiques et le colonialisme administratif, une politique étrangère entièrement orientée dans l'intérêt des Serbes, la création de réseaux serbes, des politiques culturelles, éducatives et sportives identitaires et la création d'un nouveau sentiment d'enthousiasme[réf. nécessaire].

### Élections générales de 2012
Aux élections générales du 6 mars 2012, le parti présente une liste intitulée Dveri za život Srbije (« Portes pour la vie de la Serbie »), qui compte 209 candidats.

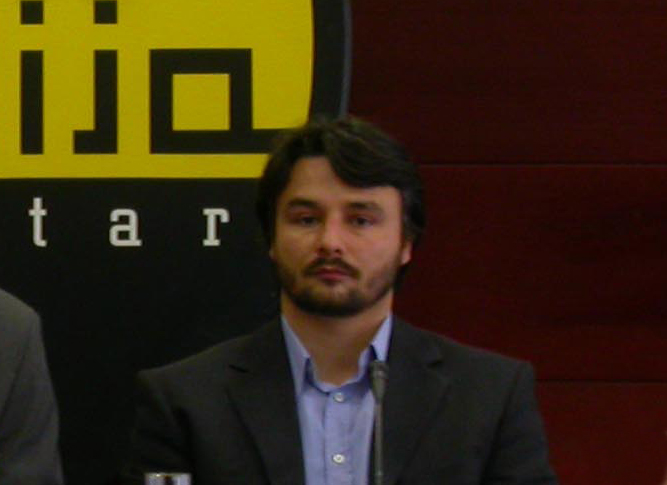
Vladan Glišić

Pendant la campagne électorale, Dveri reçoit le soutien d'un certain nombre d'intellectuels de Serbie, de la république serbe de Bosnie, du Monténégro et de la diaspora, par l'intermédiaire de courriers ou de conférences de presse. Parmi ces soutiens figurent ceux de Smilja Avramov, professeur et juriste, de Kosta Čavoški, professeur de droit et académicien, de Ljiljana Čolić, ancienne ministre de l'Éducation, de Mila Alečković, anthropologue, de Milo Lompar, professeur à la faculté de philologie, Jasmina Vujić, de l'université de Berkeley, ou encore des écrivains Dobrica Erić et Predrag Dragić Kijuk. Le mouvement a également obtenu le soutien politique de Dane Čanković, le président du mouvement national serbe « Izbor je naš », celui du Conseil des Serbes de la Krajina (Sabor Krajiških Srba), celui du père Kirilo de Hilandar, celui du Conseil national serbe du Monténégro (Srpski nacionalni savjet Crne Gore), celui de l'Association des Serbes « Nemanja » et celui de la Fondation Zadužbina de Ljubljana.
Au premier tour de l'élection présidentielle, Vladan Glišić est le candidat du Mouvement « Dveri », ; il obtient 108 303 voix soit 2,77 % des suffrages. Aux élections législatives, la liste du mouvement est emmenée par Branimir Nešić et obtient 4,33 % des suffrages, ce qui ne lui permet pas d'envoyer de représentant à l'Assemblée nationale de la république de Serbie.
Aux élections provinciales de Voïvodine, le mouvement présente une liste intitulée Dveri za Srpsku Vojvodinu (« Portes pour une Voïvodine serbe »), qui obtient 46 169 voix, soitt 4,56 % des suffrages, ce qui ne lui permet pas non plus d'obtenir de député à l'Assemblée de la province autonome.
Aux élections locales, Dveri obtient 46 représentants dans plusieurs assemblées municipales, à Novi Sad, Kraljevo, Čačak, Požega, Sremski Karlovci, Arilje, Bačka Palanka, Ljig, Lapovo, dans la municipalité urbaine de Zvezdara à Belgrade et dans celles de Medijana et de Palilula à Niš.
Dveri s'est à nouveau présenté seul aux élections législatives serbes de mars 2014, remportant 3,58 % des voix, échouant à nouveau à franchir le seuil minimum de 5 % pour entrer au parlement. Ils ont été caractérisés par beaucoup comme un parti d'extrême droite à ce moment-là,. Dveri a désigné le journaliste Marko Janković (en) comme leur candidat à la mairie lors de l'élection de l'Assemblée de la ville de Belgrade en 2014 (en).

## Positions politiques
Dveri était initialement orienté vers le fondamentalisme chrétien, le fascisme clérical et l'ultranationalisme,,. Son idéologie a également été décrite comme fasciste, et antisémite. Lors de sa fondation, Dveri a publié des livres et des magazines à contenu clérical et nationaliste. Il a également fait campagne contre l'avortement. Depuis sa fondation, Dveri soutient les opinions de la droite chrétienne et le monarchisme,,,. Des universitaires ont également qualifié ses positions idéologiques de xénophobes, en raison de ses positions de droite chrétienne,. Il est également connu pour être un fervent opposant aux droits des homosexuels,.
Dveri a été décrit comme un parti de droite,,, d'extrême droite,,,, et de droite radicale, ainsi que comme un parti nationaliste,, et conservateur,. Dveri a également été classé comme un parti populiste de droite,, en raison de son opposition à l'immigration illégale,, et de son euroscepticisme,. Il soutient également le nationalisme économique,, le protectionnisme et l'éco-nationalisme,,.
Dveri coopère avec le parti français Reconquête, alors qu'il coopérait auparavant avec l'Alternative pour l'Allemagne et Russie unie,.

## RevueDveri srpske
La revue Dveri srpske est publiée depuis 1999. Parmi les articles figurant à la une de la revue, on peut citer :
- Justin Popović (n° 22)
- Palanka filosofije (n° 24)
- Crnjanski muet (n° 25)
- Les crimes communistes contre le peuple serbe (n° 26)
- Je crois en Dieu et dans le peuple Serbie (n° 27)
- Nikola Tesla (n° 31)
- Le grand frère (n° 34)
- Le patriarche Pavle (n° 36)
- EUtanasie (n° 37)
- Le rajeunissement de la Serbie (n° 38)
- Le génocide de l'OTAN (n° 41)
- Le massacre de Srebrenica (n° 43)
- Famille serbe - La lutte pour l'existence (n° 44)
- L'antifascisme (n° 45)
- La république serbe de Krajina (n° 46)
- L'État indépendant de Croatie, un génocide d'État (n° 50)
- Les élections volées (n° 51)

## Catena Mundi
Catena Mundi est une maison d'édition fondée en l'honneur de Predrag Dragić par Branimir Nešić et Boško Obradović  et dont la politique éditoriale s'inscrit dans la lignée de la revue Dveri srpske. Elle a tenu un stand à la 57e Foire du livre de Belgrade et a publié 17 livres.

## Résultats électoraux

### Élections législatives
| Année | Tête de liste   | Voix    | %    | Sièges   | Gouvernement |
| ----- | --------------- | ------- | ---- | -------- | ------------ |
| 2022  | Boško Obradović | 144 762 | 3,80 | 10 / 250 |              |